# Quibdó
Quibdó (eller San Francisco de Quibdó) är en kommun och stad i Colombia.   Den ligger i departementet Chocó, i den nordvästra delen av landet. Antalet invånare i kommunen är 112 886.
Quibdó är administrativ huvudort för departementet Chocó. Staden är belägen längs floden Atrato och centralorten hade 104 309 invånare år 2008.